# Јозеф Хиртл
Јозеф Хиртл   ; (1810-1894), аустријски анатом, професор на прашком и бечком универзитету.

## Биографија
Рођен је 7. децембра 1810. у Ајзенштату у тадашњој Краљевини Угарској. Своје медицинске студије почео је у Бечу 1831. Његов отац био је музичар, обоиста у кнежевом оркестру у Ајзенштајну. И Јозеф је био музички обдарен и пјевао је у хору у Бечу. Скромна породична очева примања натјерала су га да тражи средства за своје школовање.
Као студент медицине, привукао је пажњу и студентата и професора. 1833. г. именован је за проректора анатомских студија на бечком универзитету. Постао је асистент Јозефа Јулија Чермака. Држао је курсеве из анатомије и практичне анатомије.
Са само 26 година, 1837. године постаје професор на Универзитету у Прагу. Био је врло поштован професор. Писао је књиге и уџбенике који су превођени на многе свјетске језике. Године 1845. одлази у Беч. 1850. пише најважнији анатомски уџбеник тог времена који је доживио 22 издања. Те 1850. године оснива бечки музеј компаративне анатомије. Пружао је анатомске препарате и друге услуге многим свјетским анатомским музејима. На 500 годишњицу Бечког универзитета одређен је, од стране ректора, као најпознатији професор, да заступа Универзитет. Јозефов инаугурациони говор изазвао је велика одушевљења и полемике. Од 15. јануара 1875.г. је доисни члан Берлинске академије наука.
Године 1860. упознао је немачку песникињу, баронесу Августу Марију Конрад тада још увијек удату Конрад. Њом се жени тек послије смрти Конрада супруга у Бечу 1870. Мада се повлачи у баронесин дворац наставља свој рад и истраживања све до своје смрти.
Умро је 17. јула 1894. у Бечу. Сахрањен је у гробници части. У славу великог љекара, научника и човјека, 16. бечки округ добио је по њему назив Хиртлгасе.

## Радови
- Анатомски уџбеник човјека (Праг, 1846)
- Приручник топографске анатомије (Беч, 1853)
- Приручник за дисекцију (Беч, 1860)
- Арапско и јеврејско у анатомији (Беч, 1879)[2]

## Фондација
Своје богатство завештао је у добротворне сврхе. Основана је фондација Хиртл. Изграђено је сиротиште Модлинг у Доњој Аустрији које носи његово име.

## Занимљивост
Љекари су у једном експерименту примјетили да и поред тога што зечеви данима не добијају храну, не губе на тежини!? Ускоро је разјашњено. Племенити доктор Јозеф Хиртл, ни по цијену научног експеримента, није могао да дозволи да животиње гладују, па их је свакога јутра потајно хранио.